# توم كوهن
توم كوهن (بالإنجليزية: Tom Cohen)‏ هو فيلسوف أمريكي، ولد في 13 أغسطس 1953.

## وصلات خارجية
- توم كوهن على موقع ميوزك برينز (الإنجليزية)
- توم كوهن على موقع ديسكوغز (الإنجليزية)